# اس‌سی‌تی‌پی
پروتکل انتقال کنترل جریان(SCTP) 
در شبکه‌های کامپیوتری ، پروتکل انتقال جریان یکی از پروتکل‌های لایه انتقال است، (پروتکل شماره 132) که نقش مشابهی همچون پروتکل‌های محبوب TCP و UDPایفا می‌کند .
این پروتکل بعضی از ویژگی‌های هردو را ارائه می دهد :
همانند یو دی پی پیام گرا است
و مانند تی سی پی ، انتقال به ترتیب پیام‌ها وکنترل ازدحام را تضمین می‌کند.
این پروتکل نوسط گروه کاری (SIGTRAN) در سال 2000 تعریف شده و و توسط کارگروه TSVWG نگهداری می‌شود .RFC 4960 پروتکل را تعریف می‌کند . RFC 3286 نیز مقدمه‌ای را ارائه می‌دهد.
در نبود پشتیبانی سیستم عامل از پروتکل انتقال جریان (SCTP) این امکان وجود دارد که از زدن تونل SCTP بر روی UDP و همچنین و همچنین از نگاشت فراخوانی APIهای TCP به SCTP استفاده کرد.

## ویژگی ها
ویژگی‌های این پروتکل شامل موارد زیر است :
-پشتیبانی از چندخانگی که در آن یک یا هر دو نقطه پایانی یک ارتباط بتوانند شامل بیش از یک آدرسی آی پی باشند
-رساندن تکه پیام‌ها در جریان‌های مستقل بعضی از هزینه‌های انتقال غیرضروری را حذف می‌کند بر خلاف جریان TCP . 
-انتخاب و نظارت بر مسیر ،یک مسیر انتقال اصلی انتخاب و اتصال مسیر انتقال را تست می‌کند. 
-کانیزم‌های تصدیق و اعتبار از حملات ارسال سیل آسای بسته‌ها جلوگیری می‌کند وتکه داده‌های گم شده و تکراری را گزارش می‌دهد.
-تشخیص خطای ارتقا یافته و مناسب 

## پیاده سازی‌ها
پیاده‌سازی مرجع SCTP بر روی پلت فرم‌های مکینتاش ،ویندوز،Free BSD و لینوکس اجرا می‌شود 
سیستم عامل‌هایی که SCTP را پیاده‌سازی کرده‌اند .
```
   AIX Version 5 and newer
   Generic BSD with external patch at KAME project
   Cisco 
IOS
 12
   DragonFly BSD since version 1.4
   FreeBSD, version 7 and above, contains the reference SCTP implementation[8]
   HP-UX, 11i v2 and above[9]
   Linux kernel-based 2.4 and newer
   
QNX
 Neutrino Realtime OS,[10] 6.3.0 to 6.3.2 but not 6.4.0 and above[11]
   Sun Solaris 10 and above[12]
   VxWorks versions 6.2.x to 6.4.x, and 6.7 and newer
```